# Anna Asp (atriz)
Anna Maja Asp, nascida em 30 de julho de 1984 na paróquia de Svedala no condado de Malmöhus, é uma atriz, musicista e cantora sueca.

## Biografia
Asp cresceu em Svedala, perto de Malmö . Ela frequentou o programa de Música Estética no Heleneholms Gymnasium em Malmö.
Ela estudou teatro de 2005 a 2007 e depois na Academia de Artes Dramáticas de Estocolmo de 2010 a 2013.
Entre 2015 e 2024, Asp teve um papel importante como a detetive Jenny Bodén nos filmes de Beck.
Em 2015-2016, ela participou de produções teatrais e musicais como " Befrielsefronten " e "Boxaren" no Teatro do Condado de Örebro . Ela também apareceu em "A Caça ao Maior Tesouro" no Teater JaLaDa em 2016.
Em 2018-2019, ela apareceu em "Fulet" e "Pudlar och Pommes" no Teater 23.
Em 2013, Asp recebeu o prêmio de "melhor ator" no Festival de Cinema da Escania, por sua atuação no curta-metragem "A mãe de Julia", de Carl Moberg.
Anna Asp agora faz parte do teatro principal na cidade sudeste de Kalmar e aparece regularmente no palco em várias produções.

## Filmografia

### Papeis
| Ano  | Papel | Produção                     | Direção          | Teatro    |
| ---- | ----- | ---------------------------- | ---------------- | --------- |
| 2017 |       | O feio John Ajvide Lindqvist | Richard Lekander | Teatro 23 |

1. ↑  «Anna Asp - SFdb» (em sueco). 30 de julho de 1984. Consultado em 10 de fevereiro de 2025
2. ↑  «Om oss – Byteatern Kalmar Länsteater» (em sueco). Consultado em 10 de fevereiro de 2025